# Ofo (Fahrradverleihsystem)

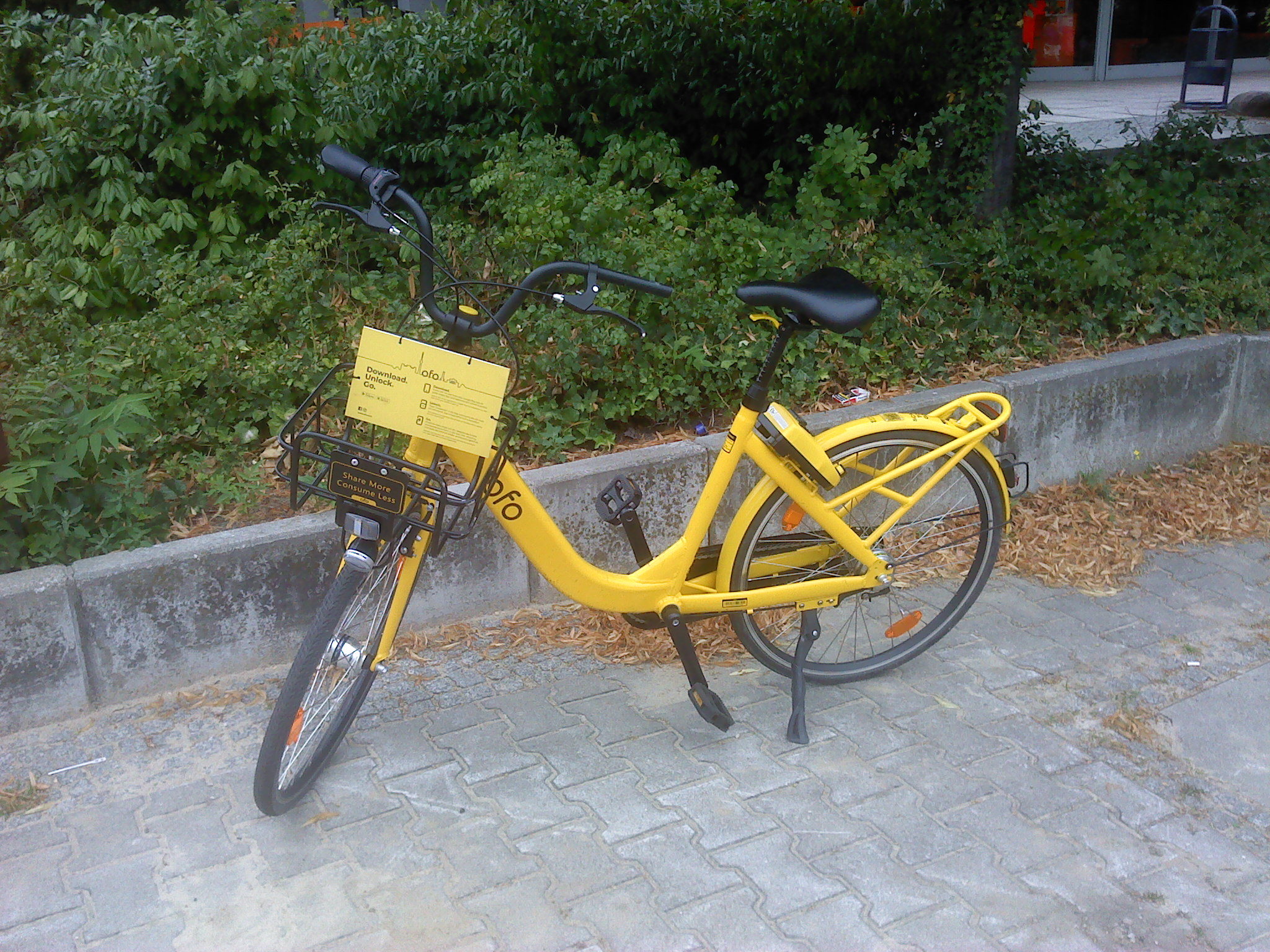
Ofo-Bike in Berlin, Weißenseer Weg, Juli 2018

Ofo war ein Fahrradverleihsystem und -unternehmen mit Sitz in Peking. In China war Ofo in über 150 Städten aktiv und zwischenzeitlich auch international in 13 Ländern und über 180 Städten nahezu weltweit auf dem Markt vertreten. Die internationalen Aktivitäten mussten aber Anfang 2019 im Rahmen von Zahlungsproblemen komplett aufgegeben werden.

## Hintergrund, Entwicklung, Technik

### Beginn 2015
Der Vorläufer von Ofo entstand 2014 als Projekt von fünf Mitgliedern des Fahrradklubs der Universität Peking mit einem touristischen Fokus. Mitte 2015 startete mit 2000 Fahrrädern das erste Leihradsystem unter dem Namen Ofo in Peking. Die Namensgebung ist eine vereinfachte Ansicht eines fahrers auf einem Zweirad o o.
Im Oktober 2015 hatten sich bereits 20.000 Nutzer registriert.
Der Anbieter bezeichnete sich – mit mehr als 10 Millionen Leihfahrrädern – als weltweit größtes stationsloses Fahrradverleihsystem (Stand Mitte 2018). Die Räder waren in charakteristischem Kanarien-Gelb lackiert und verfügten über ein Fahrradkorb. Über ein spezielles Fahrradschloss am Hinterrad erfolgte die Ausleihe. Die Räder des Anbieters wurden über eine Smartphone-App entliehen.

### Internationale Expansion ab 2017
Mitte 2017 wurde die Ofo DE GmbH gegründet, die das Geschäft in Deutschland vorantreiben sollte. Im Sommer 2018 waren 3000 gelbe Räder in Berlin zu sehen. Die deutschen Räder waren mit Trommelbremse, dynamobetriebener Fahrradbeleuchtung sowie einer 3-Gang-Nabenschaltung von Shimano ausgestattet.
Im August 2017 startete das Angebot mit 1000 Leihrädern in Seattle und damit in der ersten Stadt der USA. Ende September 2017 teilte das Unternehmen mit, nach Tschechien, in die Niederlande, nach Russland und Italien expandieren zu wollen.
Im Juli 2018 gab Ofo den Rückzug aus Wien bekannt; als Grund wurden die hohen regulatorischen Auflagen genannt. Zuvor erfolgten schon ein Rückzug aus Australien und Israel sowie die Reduktion der Aktivitäten in Indien. Im gleichen Monat wurde auch das Berliner Experiment wieder aufgegeben.

### Finanzielle Schwierigkeiten
Aufgrund seines schnellen Wachstums und trotz mehrerer großer Finanzierungsrunden konnte das Unternehmen nicht in die Gewinnzone gelangen, u. a. da es in seinem Heimatmarkt China, später auch in anderen Städten der Welt, in einen Preiskrieg mit seinem Konkurrenten Mobike verwickelt wurde, und zahlreiche Nachahmer auf dem Markt erschienen. Weil im Laufe des Jahres 2018 deutlich wurde, dass sich das Unternehmen mit seinem schnellen Wachstum verkalkuliert hatte und in Zahlungsnöte geraten war, wurden Anfang 2019 die gesamten internationalen Aktivitäten, mit seiner weltweiten Präsenz, aufgegeben. Seit 2021 ist das Unternehmen nicht mehr aktiv und zahlungsunfähig. Ausstehende Schulden konnten nicht beglichen werden.
Teile von Ofo wurden vom Fahrtvermittler DiDi übernommen, die ihr Angebot zuvor um Fahrradverleih erweiterten.